# Drangey
Drangey ([ˈtrauŋkˌeiː]ⓘ) es una isla de Islandia. Se caracteriza por sus acantilados abruptos. Ubicada en la región de Norðurland Vestra, el centro del fiordo Skagafjörður. 

## Características
La isla es el remanente de un antiguo volcán de 700.000 años de antigüedad, y está compuesta principalmente de toba volcánica. Tiene 20 hectáreas de superficie y una elevación máxima de 180 metros.